# Santiago Espel

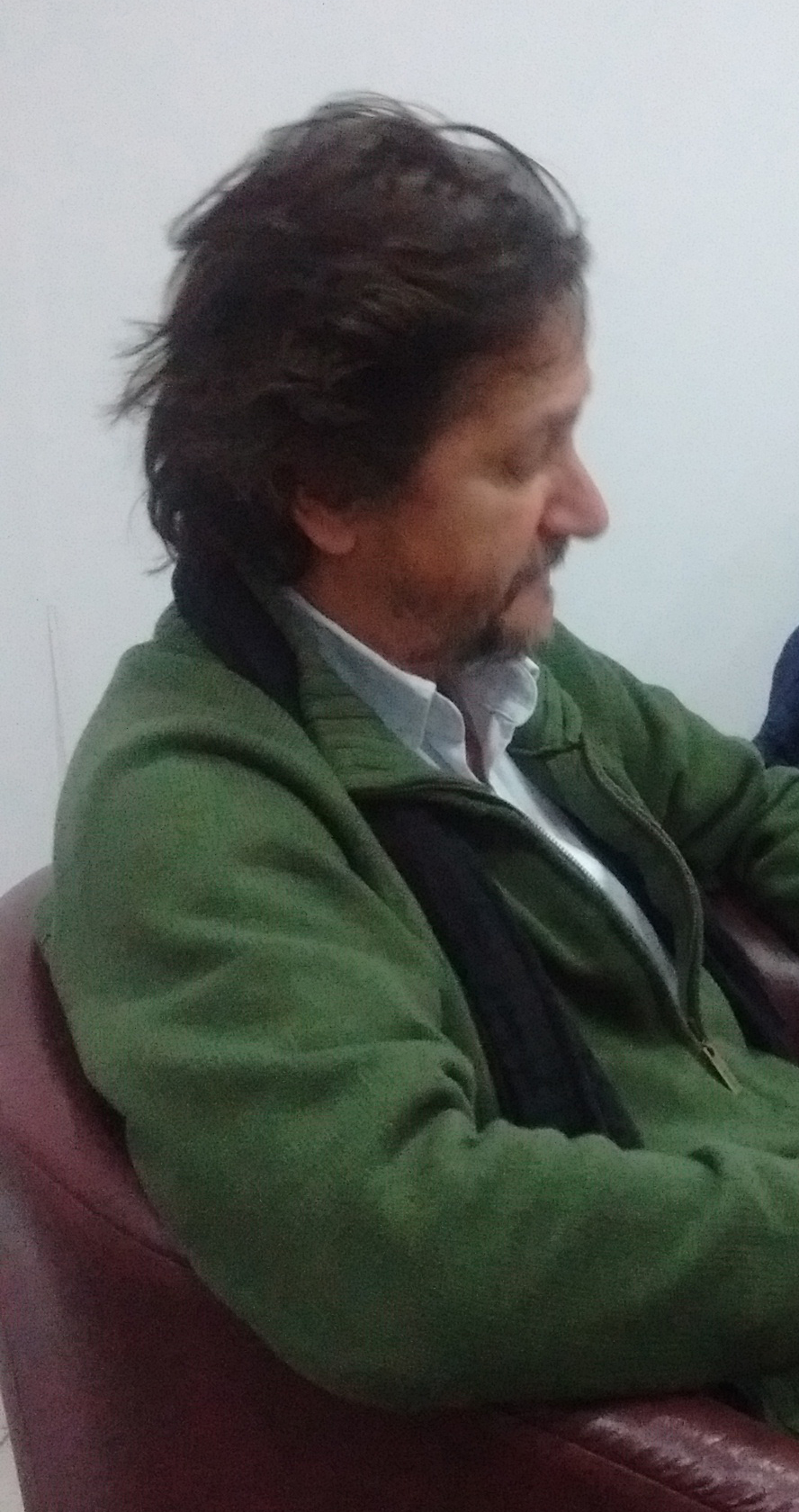
Santiago Espel

Santiago Espel (* 1960 in Buenos Aires) ist ein argentinischer Schriftsteller.
Espel erhielt bereits für seinen ersten Gedichtband "rapé" (1988) eine Auszeichnung der Sociedad Argentina de Escritores. Von 1990 bis 1999 war er Herausgeber der zweisprachigen Zeitschrift "La Carta de Oliver". Daneben veröffentlichte er weitere Gedichtbände. Für "Misas en Harlem" erhielt er 1993 den Ersten Preis der Poesía Nacional Ramón Plaza. "La claridad meridiana" wurde 2001 beim Internationalen Wettbewerb Letras de oro 2000 mit einer ehrenden Erwähnung gewürdigt und 2003 mit der Ehrenmedaille Horacio Rega Molina ausgezeichnet.
1995 erschien Espels bislang einziger Roman "La Santa Mugre o el País de Cucaña". Espel ist Mitglied der Sociedad de los Poetas Vivos.

## Werke
- rapé (1988)
- Pavesas & Muelles (1990)
- Misas en Harlem (1993)
- La Santa Mugre o el País de Cucaña, 1995
- Cantos Bizarros (1998)
- La claridad meridiana (2001)
- La víspera sí (2002)
- Isoca (2004)
- Vulgata (2006)
- 100 Haikus (2008)
- Cuaderno acústico (2010)
- La penitencia (2012)